# Куручешме (София)
Куручешме е махала в пред- и следосвобожденска София, както и площад в нея на ъгъла на днешните улици „Витошка“ и „Солунска“. Махалата е забележителна с чучурите и водоскоците в зелената ѝ площ.
Площад „Куручешме“ е бил почти четвъртит, а в средата му е имало огромна чешма с три чучура. Водата ѝ е била бистра и студена, течаща денонощно. Жители от всички квартали на града се стичали да си наливат от нея, защото освен приятна за пиене, също ободрявала и подмладявала според тях. Според Райна Костенцева това е била изглежда единствената градска чешма в истинския смисъл на думата, течаща ден и нощ. В по-стари времена на площада имало и водоскок.
На площад „Куручешме“ непосредствено след освобождаването на София ген. Гурко провежда парада на войската, състоял се след молебен в Съборната църква (днес „Св. Неделя“) и след преглед на войската на площад „Съборний“ до църквата.
На юг от махалата в следосвобожденска София не е имало никакви къщи.